# Bonanno Pisano

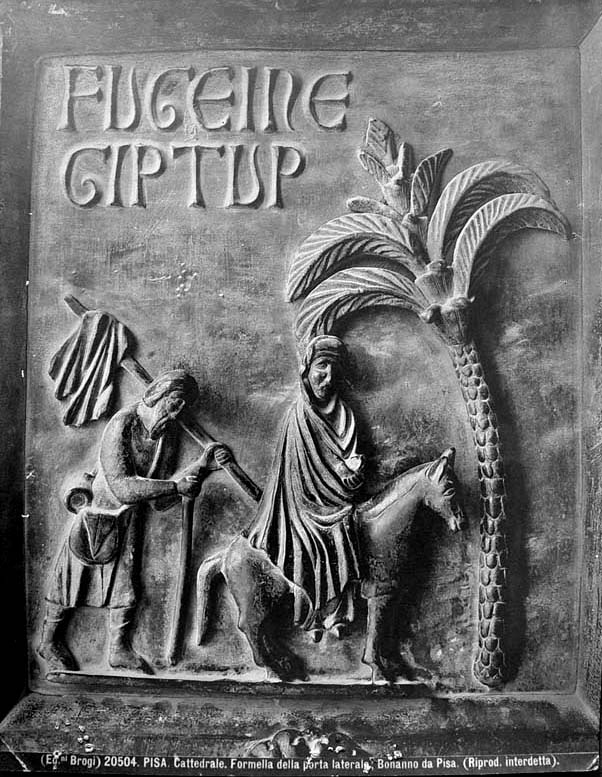
Voo para o Egito, no portão São Ranieri da catedral de Pisa.

Bonanno Pisano (Pisa), ativo nas décadas de 1170 e 1180, foi um escultor italiano que misturou elementos bizantinos e clássicos. Giorgio Vasari atribuiu o projeto da Torre de Pisa a ele. Pisano nasceu em Pisa e lá trabalhou por quase toda sua vida. Pisano morreu em Pisa e foi enterrado na base da Torre de Pisa, sendo seu sarcófago descoberto em 1820. 

## Fonte
- Antonio Milone, '"Bonanno Pisano", in Artifex bonus, páginas 82-89, Roma-Bari 2004.